# Lubań (Gorce)
Der Lubań ist mit einer Höhe von 1211 m (nach anderen Angaben beträgt die Höhe 1210 oder 1225 m) der höchste Gipfel des Gebirgskamms Pasmo Lubania im Südosten des Gorce-Gebirges in den Beskiden in der Woiwodschaft Kleinpolen in Polen. Der Berg liegt im Nordwesten der Stadt Szczawnica.

## Zugang

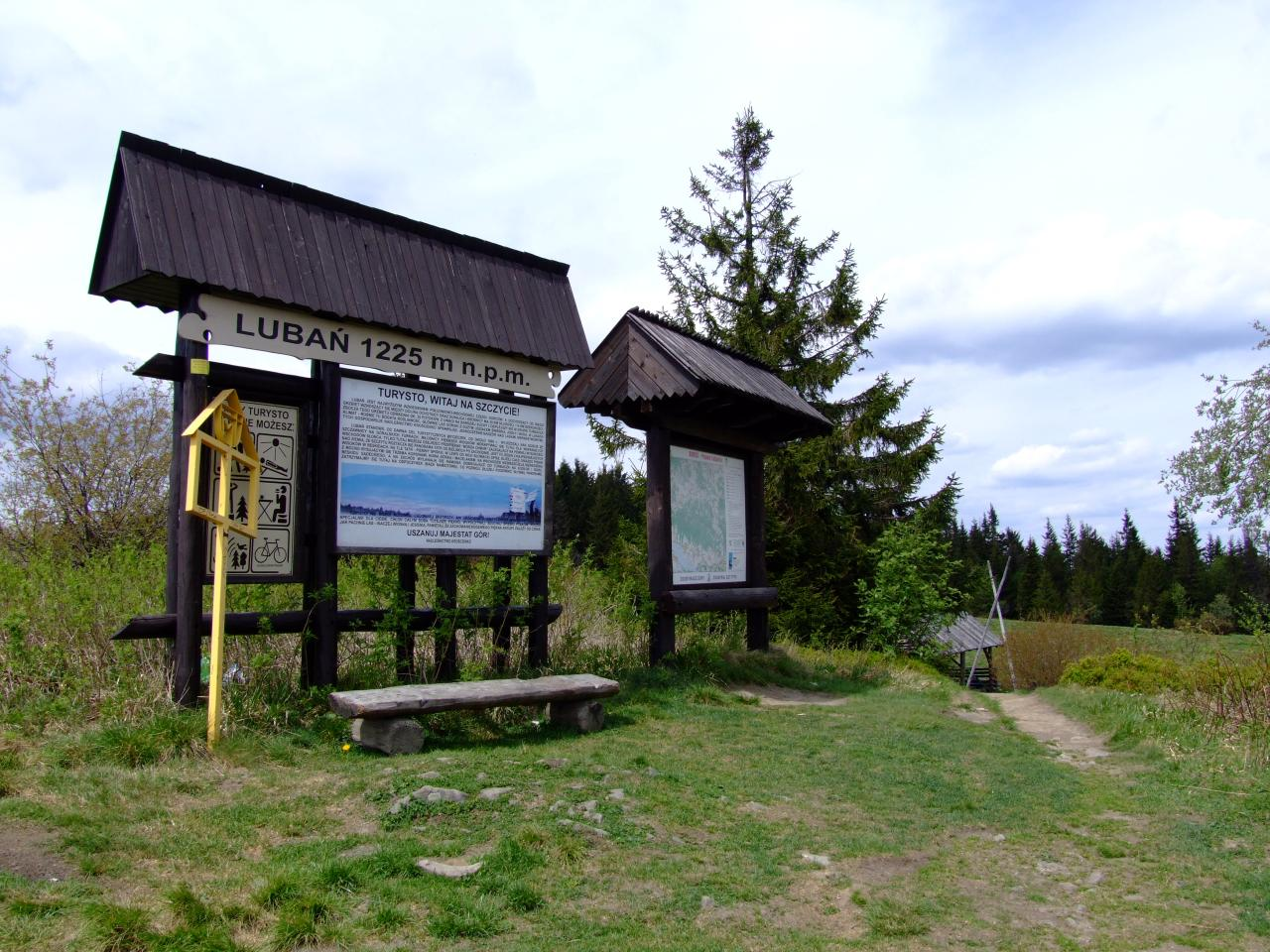
Informationstafel in der Lichtung Wierch Lubania

Auf den Lubań führen vier markierte Zugangswege, darunter der Beskiden-Hauptwanderweg. 